# Justin Reiter
Pour les articles homonymes, voir Reiter.
Justin Reiter né le 2 février 1981 à Truckee est un snowboardeur américain spécialiste du slalom parallèle et du slalom géant parallèle. En compétition depuis 1997, il monte sur en podium en Coupe du monde en mars 2008 à Valmalenco. En 2013, aux Championnats du monde de Stoneham, il obtient la médaille d'argent dans l'épreuve du slalom parallèle.

## Palmarès
- Championnats du monde
  -  Médaille d'argent du slalom parallèle en 2013

- Coupe du monde
  - Meilleur classement en parallèle : 11e en 2013.
  - 1 podium en 2008 : 1 troisième place.